# Richard Montague
Richard Merett Montague (né le 10 septembre 1930 à Stockton (Californie), mort le 7 mars 1971 à Los Angeles), est un mathématicien et philosophe américain qui a eu une influence notable en linguistique.

## Carrière
À l'Université de Californie (Berkeley), Montague obtient un baccalauréat de philosophie en 1950, une maîtrise en arts en 1953, et un doctorat en philosophie en 1957, ce dernier sous la direction du mathématicien et logicien Alfred Tarski. Montague, l'un des étudiants américains les plus doués de Tarski, mènera toute sa carrière en tant qu'enseignant au département de philosophie de l'UCLA, où il supervisera notamment les thèses de Nino Cocchiarella et de Hans Kamp.
L'influence de Tarski est très visible dans l'intérêt de Montague pour les fondements de la logique et de la théorie des ensembles. Sa thèse de doctorat, intitulée Contributions aux fondements axiomatiques de la théorie des ensembles, contient la première preuve que toutes les axiomatisations possibles de la théorie des ensembles la plus courante (dite ZFC) doivent contenir un nombre infini d'axiomes.
Montague a été le pionnier d'une approche logique de la sémantique du langage naturel connue sous le nom de grammaire de Montague, qui a particulièrement influencé certains chercheurs en linguistique informatique, davantage peut-être que les philosophes du langage traditionnels.

## Vie privée
Montague était un organiste accompli et un investisseur heureux dans l'immobilier. Il est mort de mort violente dans sa propre maison, ce meurtre restant non élucidé à ce jour. Il était homosexuel, et prenait parfois des risques, comme de ramener chez lui des inconnus qu'il venait de rencontrer dans des bars. Le jour de son assassinat, il avait ramené chez lui plusieurs personnes « pour une sorte de soirée » ; un ami le découvrit plus tard étranglé dans sa douche.

## Thèses
Selon Montague, il n'y a pas de différence de principe entre la sémantique des langues naturelles et celle des langues artificielles. Montague a utilisé des développements récents de la logique intensionnelle pour mettre en évidence la structure logique des langues naturelles. La syntaxe est orientée vers la surface, il n'y a pas de transformations comme dans la syntaxe de Chomsky. Les expressions du langage naturel sont reformulées au moyen de règles de conversion dans le langage de la logique intensionnelle, dont l'interprétation est prévue par le modèle théorique. Chaque expression porteuse de sens contient une intension qui lui est assignée, laquelle, indépendamment des mondes possibles, ou plutôt des situations, donne matière à un objet référent en tant qu'extension. De cette manière, en accord avec les conditions de vérité de Frege, des phrases du langage naturel peuvent être émises et des conclusions valides peuvent être formulées.
La grammaire sémantique universelle de Montague s'oppose de manière critique à la théorie grammaticale de Chomsky, dans laquelle la sémantique est considérée comme un composant indépendant de la syntaxe. Montague affirme au contraire que le sens d'une phrase est immédiatement lié à sa construction syntaxique.
Cette théorie est toutefois à considérer plutôt comme une tentative d'explication d'une branche solidement jalonnée de la sémantique des langues naturelles. De nombreux phénomènes du langage naturel (les particules modales, les anaphores de phrase, la cohérence linguistique etc.) ne peuvent ni ne doivent être traités dans le cadre de cette théorie, notamment parce que certains d'entre eux se situent à la frontière de la pragmatique. Elle propose malgré tout une base formelle pour une prise en compte correcte de l'intensionnalité. Ainsi une assertion telle que « Jean cherche une licorne » ne contient aucune affirmation sur l'existence d'une licorne ; elle signifie que Jean est à la recherche de quelque chose qui a les propriétés d'une licorne.

## Publications
- Contributions to the axiomatic foundations of set theory, thèse de doctorat, Université de Californie (Berkeley), 1957
- Donald Kalish et Richard Montague, Logic: techniques of formal reasoning. Harcourt, Brace, and Jovanovich, 1964.
- « English as a formal language », dans Visentini, Bruno, ed., Linguaggi nella società e nella tecnica, pp. 189–224. Edizioni di Communità, Milano, 1970
- « Pragmatics and intensional logic », dans Synthèse, 22, 1970, p. 68-94. Reproduit dans les Selected papers
- « Universal grammar », Theoria, 36, 1970, p. 373–98. Reproduit dans les Selected papers
- « The proper treatment of quantification in ordinary English » dans Hintikka, Jaakko, Moravcsik, Julius, & Suppes, Patrick, eds., Approaches to Natural Language, p. 221–42. Reidel, Dordrecht ; trad. in L'analyse logique des langues naturelles : 1968-1978, anthologie, Paris, CNRS, 1984, sous le titre «Le traitement rigoureux de la quantification en anglais».
- Formal philosophy : selected papers of Richard Montague, éd., introd. Richmond H. Thomason. New Haven: Yale Univ. Press, 1974. (édition de 1979 :  (ISBN 0-300-01527-5))

## Dans la culture
La personnalité polyvalente de Montague et sa mort mystérieuse ont inspiré des auteurs de fiction : Samuel R. Delany (The Mad Man), David Berlinski (en) (Less Than Meets the Eye) et Aifric Campbell (The Semantics of Murder).

## Sources de la traduction
- (de)/(en) Cet article est partiellement ou en totalité issu des articles intitulés en allemand « Richard Montague » (voir la liste des auteurs) et en anglais « Richard Montague » (voir la liste des auteurs).